# Robert Goldschmit

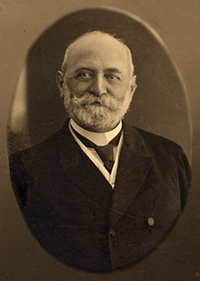
Robert Goldschmit um 1910

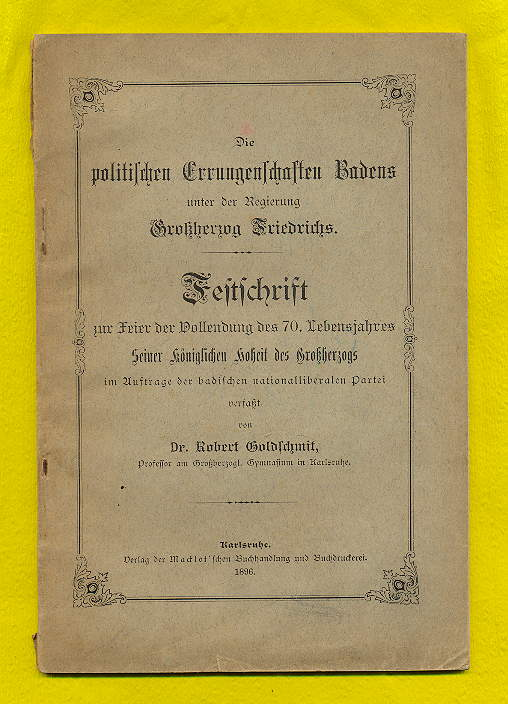
Buch von Robert Goldschmit, 1896

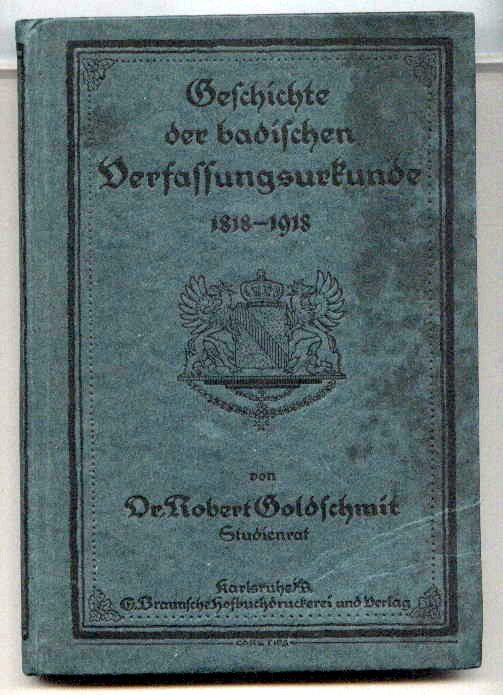
Robert Goldschmit: Geschichte der Badischen Verfassungsurkunde. 1918

Robert Goldschmit (* 9. Dezember 1845 in Grünstadt; † 29. Januar 1923 in Karlsruhe) war ein deutscher Gymnasiallehrer, Politiker, Historiker und Autor historischer Schriften.

## Leben
Robert Goldschmit wurde 1845 (gemäß anderen Quellen 1848) als Sohn des jüdischen Viehhändlers Abraham Goldschmit in Grünstadt, Rheinpfalz, Königreich Bayern geboren. Dort gab es eine alteingesessene jüdische Gemeinde mit eigener Synagoge. Nach dem Abschluss der höheren Schule studierte der Grünstadter in Heidelberg, Bonn und Straßburg Geschichte und Altphilologie, um in den Lehrberuf einzutreten. Schon kurz nach seiner Volljährigkeit hatte Robert Goldschmit aus freigeistiger Gesinnung die badische Staatsangehörigkeit angenommen, da er aus der jüdischen Religionsgemeinschaft austreten wollte, ohne sich danach einer christlichen Kirche anzuschließen. Dies war in Baden nach 1862 problemlos möglich.
Goldschmit promovierte in Philosophie und siedelte sich 1868 in Karlsruhe an, wo er 1875 in den höheren Schuldienst eintrat und schließlich als Professor am Bismarck-Gymnasium wirkte. Verheiratet war der junge Pädagoge mit Auguste Neuhöfer, Tochter des damals höchstrangigen Arztes der Bayerischen Armee. Goldschmit engagierte sich sowohl politisch als auch lokalgeschichtlich. Er baute das Karlsruher Stadtarchiv auf und verfasste mehrere Bücher zur Badischen und speziell zur Karlsruher Historie, wovon er das bekannteste „Die Stadt Karlsruhe, ihre Geschichte und ihre Verwaltung“ zum 200. Gründungsjubiläum der Kommune, 1915 publizierte. Es gilt bis heute als Standardwerk.
Von 1901 bis 1904 saß er als nationalliberaler Abgeordneter in der Zweiten Kammer der Badischen Ständeversammlung (Landtag); von 1888 bis 1908 fungierte er auch als nationalliberales Mitglied des Karlsruher Bürgerausschusses (Stadtrat). Er zog sich aus dem aktiven politischen Leben zurück, als die Nationalliberalen in Baden immer öfter mit den Sozialdemokraten gemeinsame Sache gegen die eher konservative Zentrumsfraktion machten. Die Sozialdemokratie lehnte er von allen politischen Gruppierungen am nachhaltigsten ab, da er sich dem rechten bürgerlichen Lager zugehörig fühlte.
Die Eheleute Goldschmit hatten sich innerlich und äußerlich entschieden vom Judentum abgewandt und waren aus der jüdischen Religionsgemeinschaft ausgetreten. Alle Kinder ließ man evangelisch taufen und erziehen, wenngleich der Vater Robert Goldschmit den formellen Übertritt zum Christentum scheute und wegen seiner freigeistigen Gesinnung konfessionslos blieb. Er gehörte auch der Freimaurerloge Leopold zur Treue in Karlsruhe an. Politisch wechselte der Lehrer nach 1918 zur Deutschnationalen Volkspartei (DNVP). Robert Goldschmit starb 1923 als sehr angesehener Karlsruher Bürger und wurde dort beigesetzt.

## Kinder und familiäres Umfeld
Robert Goldschmit und seine Frau hatten drei Kinder, die alle in Karlsruhe geboren sind.
- Klara Goldschmit (* 7. September 1877), Verwaltungsangestellte bei der Landesversicherungsanstalt (LVA) Karlsruhe, als Jüdin christlichen Glaubens 1933 zwangspensioniert und am 22. Oktober 1940 mit anderen Badischen und Pfälzischen Juden ins Lager Gurs nach Südfrankreich deportiert, wo sie am 4. August 1941 infolge der Lebensbedingungen starb. Das Grab ist auf dem jüdischen Lagerfriedhof noch erhalten.[2]
- Bruno Goldschmit (* 1879), studierte Theologie und wurde evangelischer Geistlicher in der badischen Landeskirche. Auch ihn pensionierte man 1933 zwangsweise, er überlebte jedoch die NS-Zeit mit Frau und 5 Kindern in Karlsruhe, wo er 1954 starb und auf dem Friedhof des Ortsteils Rüppurr ruht.
- Arnold Goldschmit (* 24. April 1880), Realschul- bzw. Gymnasialprofessor für Naturwissenschaften in Mannheim, Ettlingen und ab 1920 in Karlsruhe; 1933 zwangspensioniert. Er zog 1935 nach München um, kam von dort ins KZ Dachau und von hier aus 1942 ins Polnische Lager Piaski. Über sein weiteres Schicksal ist nichts bekannt, er wurde später für tot erklärt.[3]

2001 hat man in Karlsruhe einen Gedenkstein für die deportierten und umgekommenen jüdischen Mitbürger errichtet, auf dem auch Robert Goldschmits Kinder Klara und Arnold verzeichnet sind, die Stadtverwaltung widmete ihnen Gedenk-Webseiten, verfasst von Johannes Goldschmit, Historiker in Karlsruhe (* 1955), einem Enkel von Pfarrer Bruno Goldschmit.

## Werke (Auswahl)
- Fürst Bismarck sein Leben und sein Wirken der Jugend erzählt. Festschrift zur Feier der Vollendung des 80. Lebensjahres des Kanzlers, am 1. April 1895
- Die politischen Errungenschaften Badens unter der Regierung Großherzog Friedrichs. Festschrift zum 70. Geburtstag des Großherzogs, Macklot’sche Buchhandlung, Karlsruhe, 1896
- Großherzog Friedrich von Baden, sein Leben und Wirken als Landesherr und deutscher Fürst der Jugend erzählt. Festschrift bei Vollendung des 80. Lebensjahres. Braun’scher Verlag, Karlsruhe, 1906
- Die Stadt Karlsruhe 1715–1915: Ihre Geschichte und ihre Verwaltung, Festschrift zur Erinnerung an das 200jährige Bestehen. Verlag C. F. Müller, Karlsruhe, 1915
- Geschichte der Badischen Verfassungsurkunde 1818–1918. Braun’sche Hofbuchdruckerei, Karlsruhe, 1918
- Eduard Devrients Bühnenreform am Karlsruher Hoftheater. Voßischer Verlag, Leipzig, 1921